# アキ・マンド・ヨ
『アキ・マンド・ヨ』（スペイン語: Aquí mando yo）は、チリのテレビドラマ。メガで2011年9月12日から2012年4月23日まで放送された。

## 登場人物

### 主な登場人物
ディエゴ・ブッツォーニ・モラレス
演：ホルヘ・ザバレタ
ソフィア・クンカー・レイトン
演：マリア・エレナ・スウェット
ホルヘ・カマチョ
演：クリスティアン・リケルメ
アナ「アニータ」ビルバオ
演：カロライナ・バルレタ